# Prairie View Panthers
Prairie View Panthers (español: Panteras de Prairie View) es el equipo deportivo de la Universidad Prairie View A&M, situada en la localidad del mismo nombre, en el estado de Texas. Los equipos de los Panthers participan en las competiciones universitarias organizadas por la NCAA, y forman parte de la Southwestern Athletic Conference. A los equipos femeninos se les denomina Lady Panthers.

## Programa deportivo
Los Panthers participan en las siguientes modalidades deportivas:
| - Masculino - Béisbol - Baloncesto - Fútbol americano - Golf - Tenis - Atletismo - Cross | - Femenino - Baloncesto - Golf - Tenis - Fútbol - Softball - Voleibol - Atletismo - Cross - Bolos |

## Baloncesto
El equipo de baloncesto masculino ha conseguido ganar en 5 ocasiones el campeonato de la SWAC, la última de ellas en 2003, además de ganar en 1962 el campeonato de la NAIA. Solamente han conseguido llegar en una ocasión a la fase final de la NCAA, en el año 1998, siendo eliminados en primera ronda.
Dos de sus jugadores han llegado a jugar en la NBA, siendo el más destacado Zelmo Beaty, que jugó 12 temporadas entre la ABA y la NBA.

## Fútbol americano
El equipo de fútbol americano ganó en 10 ocasiones el título de conferencia, y en otras 5 el título nacional, aunque en los últimos años es más conocido por haber encajado una racha de 80 partidos perdidos consecutivamente, entre 1989 y 1998.